# پرت اند ویتنی آر-۱۶۹۰ هورنت
پرت اند ویتنی آر-۱۶۹۰ هورنت (به انگلیسی: Pratt & Whitney R-1690 Hornet) یک موتور هواگرد ساختِ کارخانهٔ پرت اند ویتنی در کشور ایالات متحده آمریکا است . 